# Dögkeselyű
A dögkeselyű vagy egyiptomi keselyű (Neophron percnopterus) a vágómadár-alakúak (Accipitriformes) rendjébe, ezen belül a vágómadárfélék (Aegypiinae) családjába tartozó Neophron nem egyetlen faja.

## Előfordulása
Dél-Európában, Ázsia nagy részén és Afrikában fészkel. A sivatagoktól kezdve a szavannákon keresztül a trópusi esőerdőkig szinte minden övben előfordul. Emberi települések közelében is felbukkan.

## Alfajai
- Dögkeselyű (Neophron percnopterus percnopterus), Dél-Európa, Közel-Kelet, Arábia, Afrika
- Indiai dögkeselyű (Neophron percnopterus ginginianus), Közép-Ázsiától Dél-Indiáig
- Neophron percnopterus majorensis, a Kanári-szigetek keleti szigetei (Fuerteventura, Lanzarote és Alegranza)

## Megjelenése
Hossza 58-70 centiméter, szárnyafesztávolsága 155-170 centiméter, testtömege 1600-2200 gramm.

## Életmódja
Többségében dögevő, de a hulladékokat is megeszi. Egyik kedvence a strucctojás, ám csőre gyenge a feltöréséhez, ezért keres egy megfelelő követ és addig dobálja, amíg a tojás el nem törik.

## Szaporodása
Fákra vagy sziklákra rakja gallyakból készült fészkét. A fészekalja 1-3 tojásból áll, amelyeken 42 napig kotlik. A költésben és a fiókák 12 hétig tartó felnevelésében mind a két szülő részt vesz.

## Kárpát-medencei előfordulása
Az 1800-es években a Kárpátokban még rendszeres fészkelő volt, de a körülmények hatására szinte teljesen eltűnt. Magyarországi előfordulása nagyon ritka.

## Védettsége
Magyarországon fokozottan védett, természetvédelmi értéke 250 000 forint.
Összehangolt tenyésztéssel próbálják meg megmenteni a fajt. Európában az Európai Állatkertek és Akváriumok Szövetsége felügyelete alá tartozó Európai Veszélyeztetett Fajok Programja (EEP) keretében tenyésztik a faj egyedeit.

## Képek

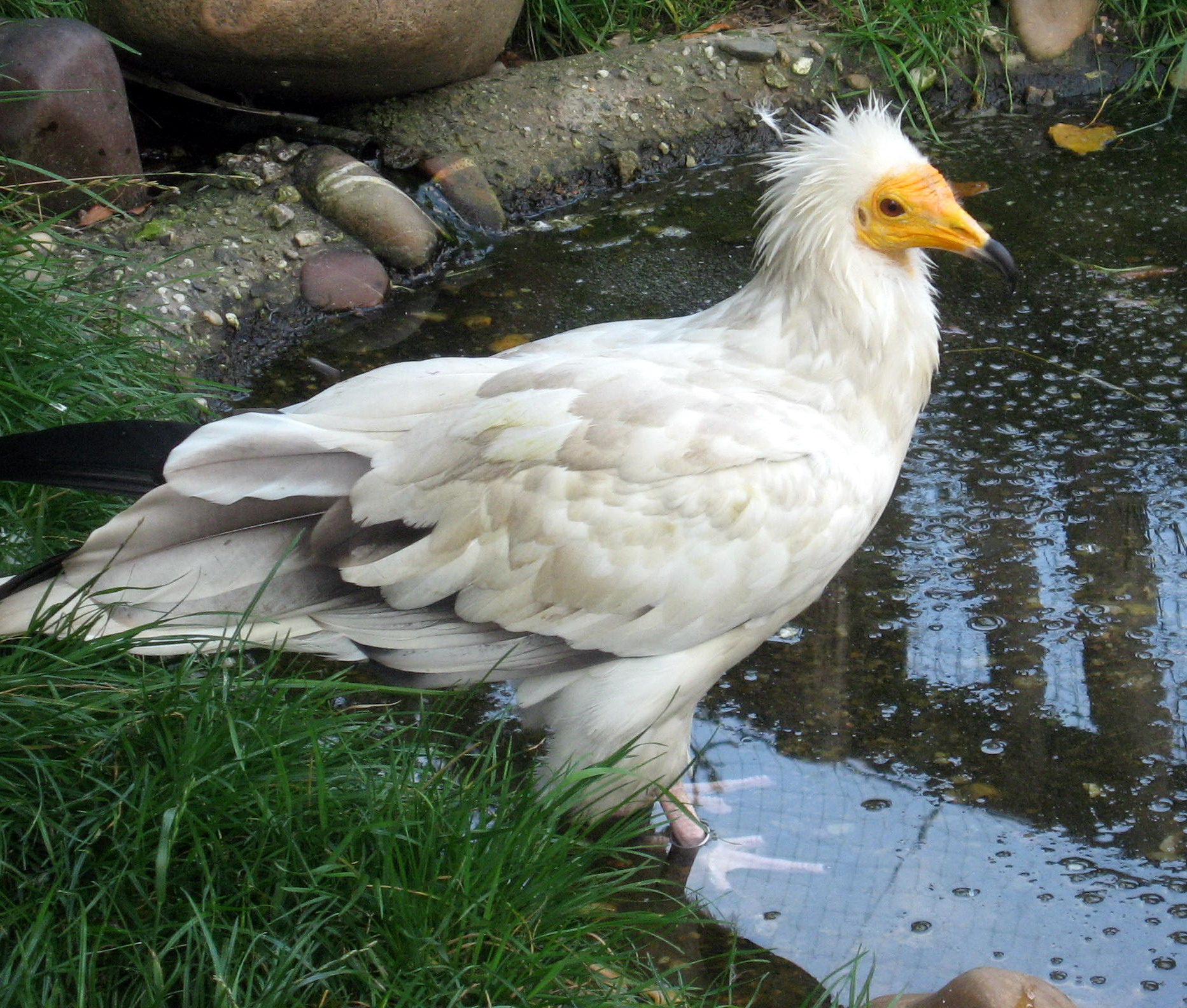
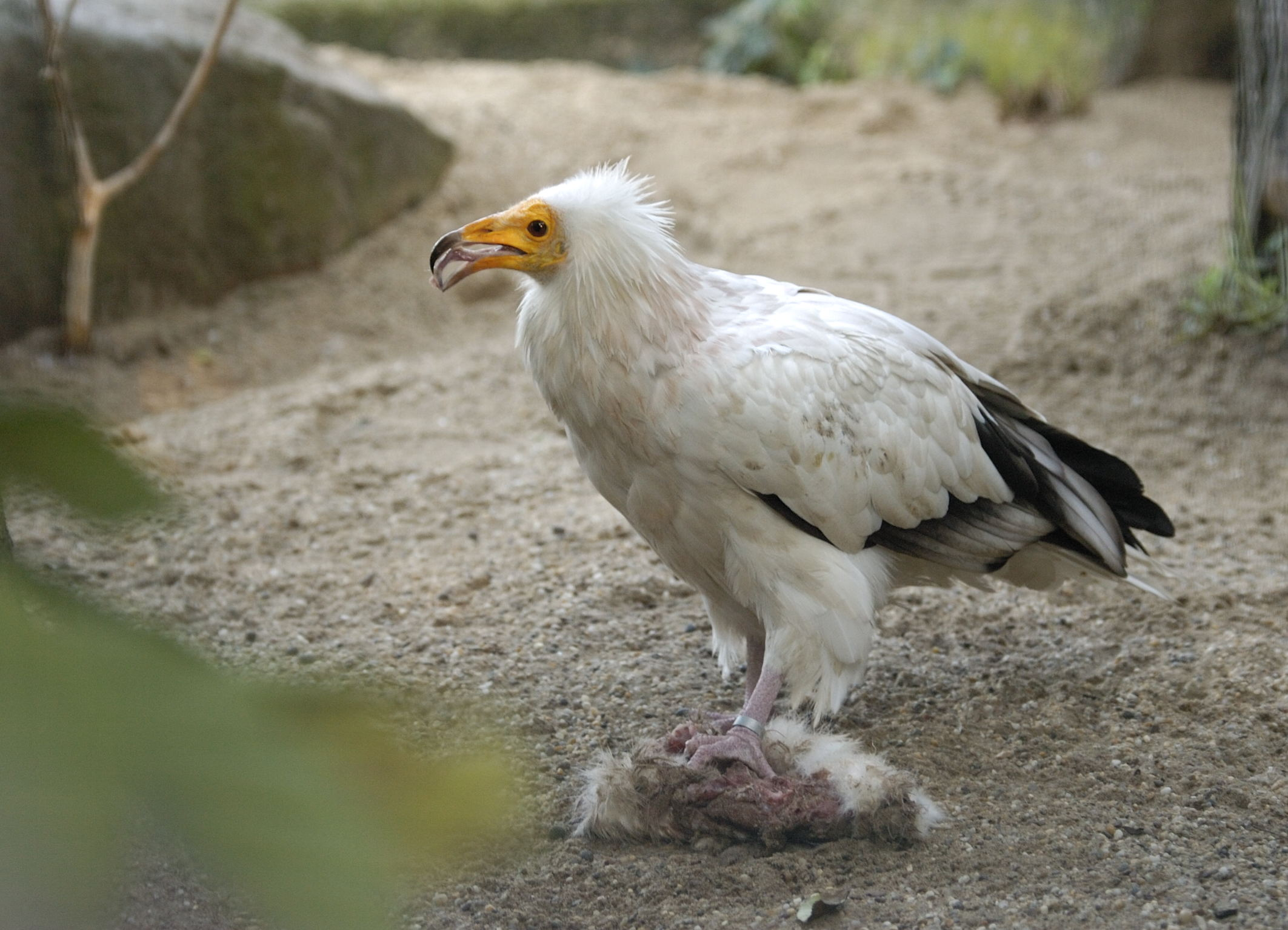
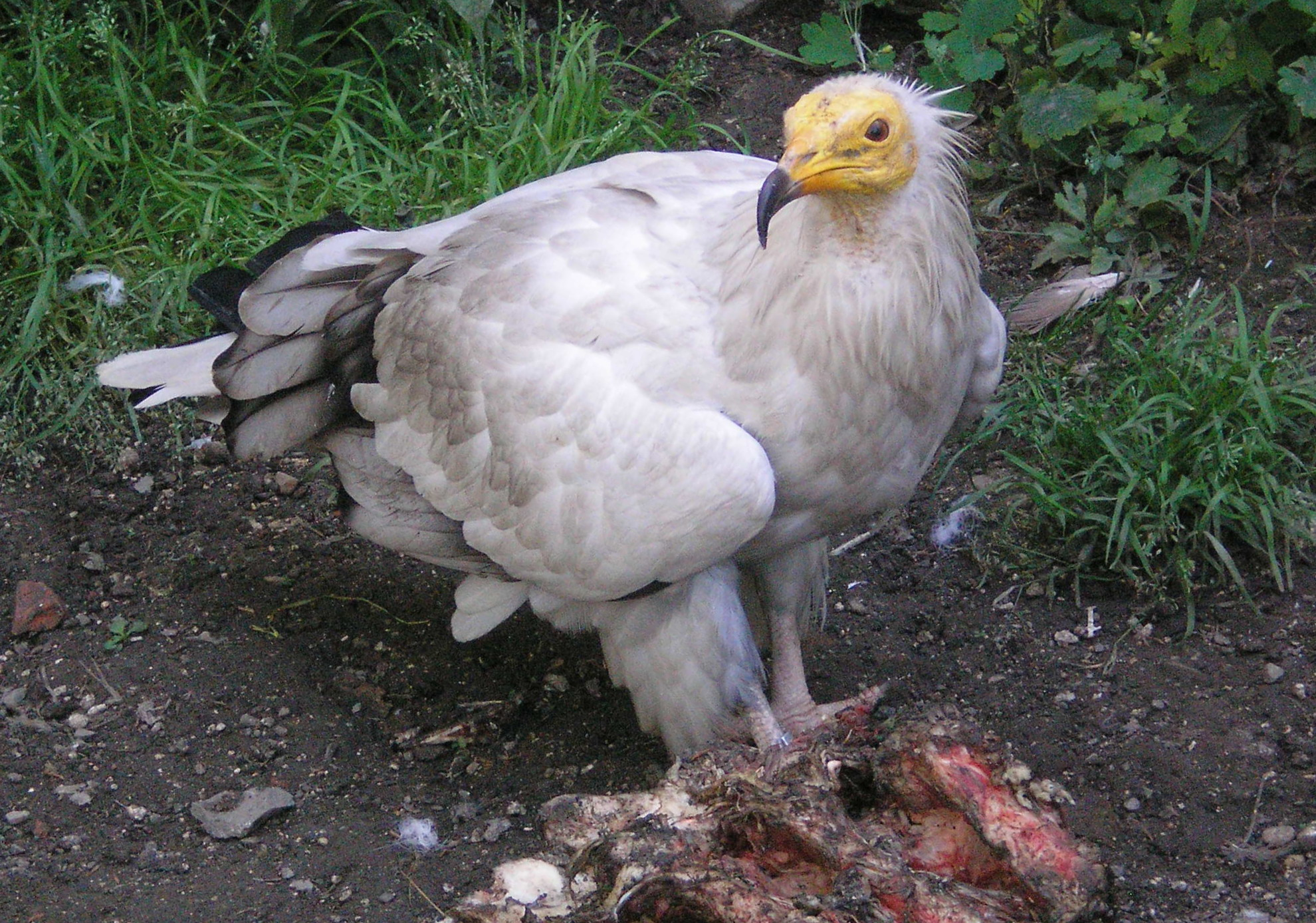
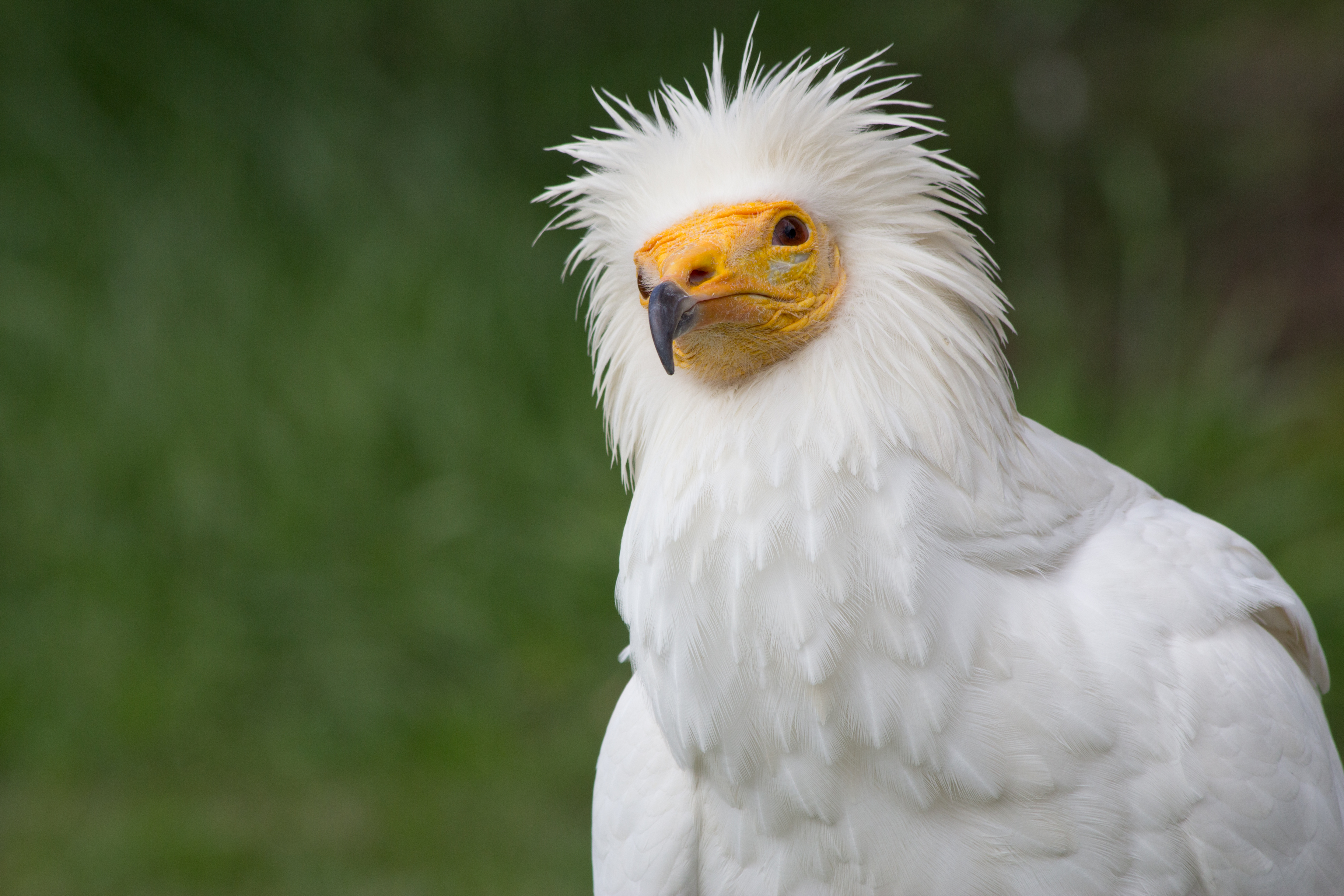
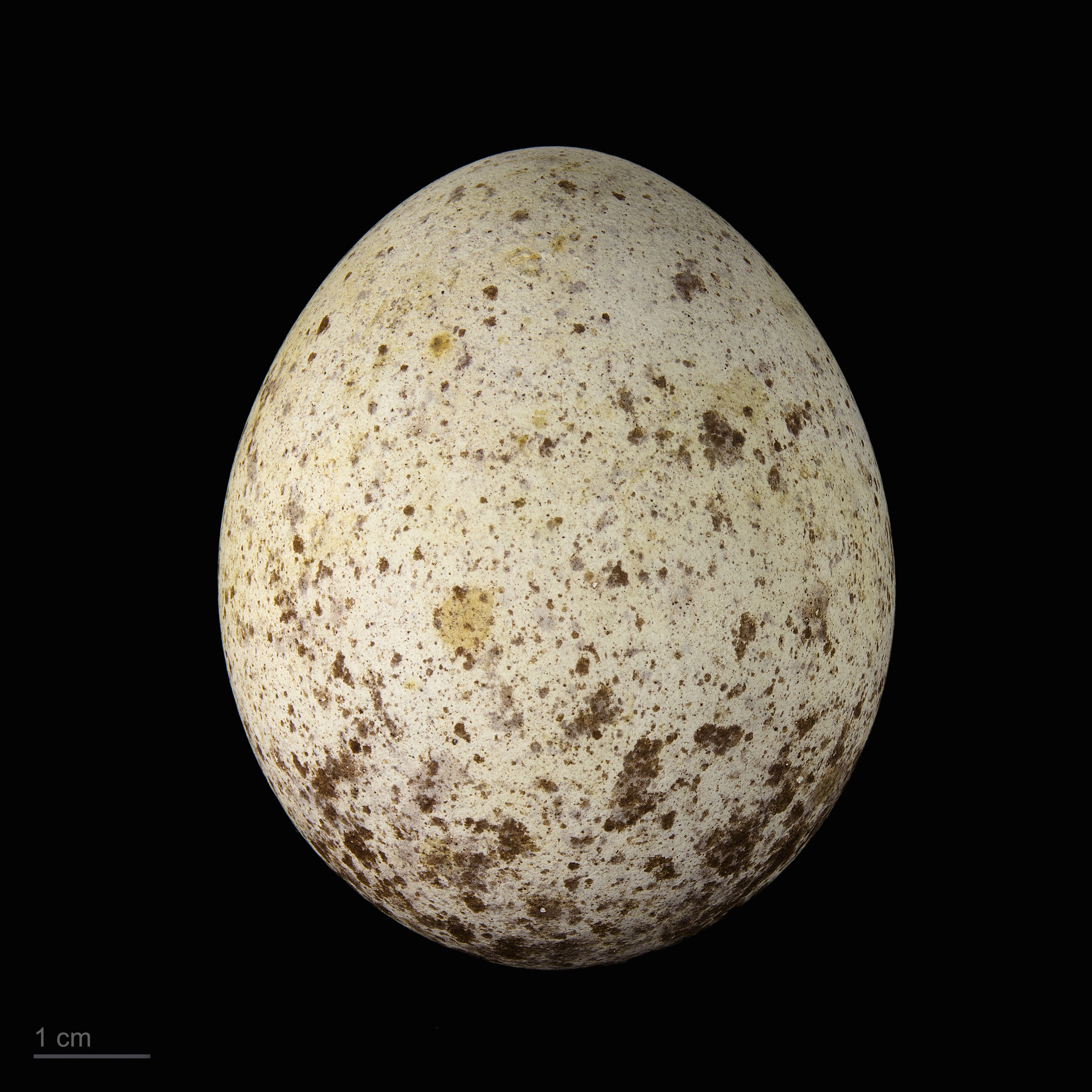
Tojása
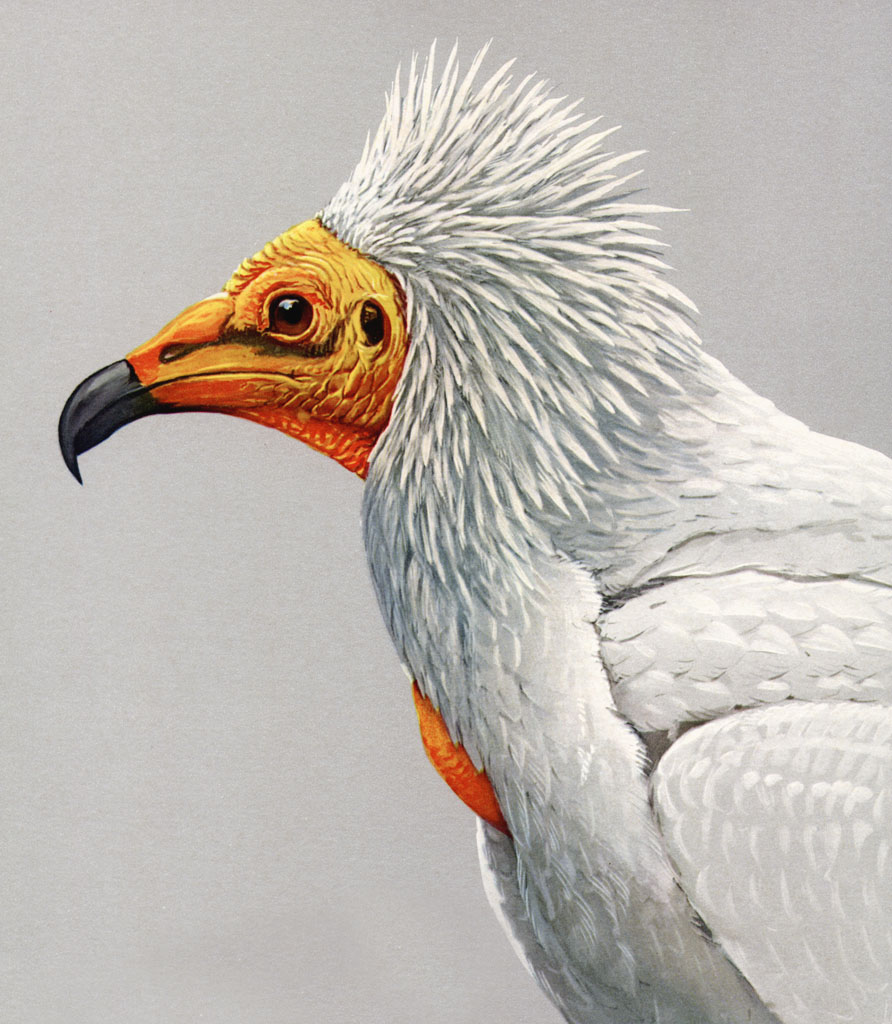